# Stackless Python
Stackless Python oder kurz Stackless ist eine experimentelle Implementierung der Programmiersprache Python.
Stackless nutzt bei der Abarbeitung des Bytecodes in seiner Virtuellen Maschine nicht den C-Aufrufstapel, um bei Unterprogrammaufrufen (Methoden, Funktionen, Prozeduren) die Rücksprungadressen und lokalen Variablen zu speichern, sondern verwendet einen eigenen Stack. Dadurch ist ein vollständiger Kontextwechsel (bspw. bei Nebenläufigkeiten, Generatoren, Koroutinen) möglich.  Damit ist außerdem die Rekursionstiefe nur noch durch den Arbeitsspeicher begrenzt, nicht aber durch die Größe des Prozessorstacks.
Diese Vorteile werden erkauft durch eine kompliziertere, weniger intuitive und weniger leistungsfähige Implementierung der virtuellen Maschine.  Außerdem sind die Unterschiede zwischen dem Standardinterpreter CPython und Stackless recht deutlich, daher ist es nicht möglich, Stackless als CPython-Erweiterung zu betreiben.  Stattdessen ersetzt Stackless die Python-Installation vollständig.